# Giovanni II Crispo
Giovanni II Crispo (fallecido el 26 de diciembre de 1433) fue duque de Naxos desde 1418 hasta 1437.
Sucedió a su hermano Giacomo I Crispo y le sucedió su hijo Giacomo II Crispo.

## Orígenes
La familia Crispo probablemente provenía de Verona. Francesco I Crispo, el fundador de la dinastía era señor de Milo, por tanto vasallo del duque de Naxos y su pariente por matrimonio, ya que se había casado con una nieta del duque Guglielmo I Sanudo. Se apoderó del trono de Naxos después de haber asesinado al legítimo duque Niccolò III dalle Carceri. Su hijo Giacomo I Crispo profundizó su legitimidad al casarse también con un miembro de la familia Sanudo: Fiorenza Sommaripa, nieta de la duquesa homónima Fiorenza Sanudo y del duque por matrimonio Niccolò Sanudo Spezzabanda. Al final de su reinado, Giacomo partió a Occidente para intentar recaudar fondos para la defensa de su ducado, que estaba en primera línea contra la amenaza otomana. Murió en Ferrara en el otoño de 1418. Solo había tenido dos hijas y la familia Crispo había decidido aplicar la ley sálica. Por tanto, fue su hermano Giovanni II Crispo, señor de Milo y Kímolos, quien le sucedió.

## Duque de Naxos
Sus hermanos mantuvieron sus feudos (Niccolò: Siros y Santorini, Marco: Ios y Guglielmo: Ánafe) y un papel en el gobierno del ducado: encontramos su firma al pie de las decisiones judiciales, a veces tan insignificantes como la posesión disputada de un molino.
Además del ducado, Giovanni II heredó de su hermano, y su padre, la disputa legal sobre Andros. María Sanudo, media hermana del último duque Sanudo, Niccolò III dalle Carceri, había recibido la isla como feudo. Andros, por lo tanto, también fue parte del legado de Florencia Sanudo Sommaripa, esposa de Giacomo I Crispo y, por lo tanto, hermana de Juan II. Francesco I Crispo había nombrado señor de la isla a su yerno Pietro Zeno. La República de Venecia insistió en que la isla era parte de lo que se le había asignado durante el Partitio terrarum imperii Romaniae de 1204 y, por tanto, el Ducado de Naxos no tenía ningún derecho real sobre esta. La república exigió entonces que se reconocieran definitivamente los derechos de María Sanudo y su hija Fiorenza. Incluso amenazó con bloquear el puerto de Naxos. Sin embargo, la república no pudo cumplir su amenaza. Si Giovanni II corría peligro hasta el punto de abdicar, su hermano Nicolás lo sucedería y se habría casado con una genovesa. El equilibrio entre las dos ciudades se vería amenazado. En un intento de resolver la disputa, Juan II fue invitado a viajar y explicarse ante los tribunales de Venecia. Se negó e incluso expulsó a las dos mujeres de su residencia en Paros. Finalmente accedió a ir a Venecia en junio de 1425: pidió y obtuvo un salvoconducto para este y veinte personas. Después llegó a un acuerdo. Giovanni II acordó pagar de inmediato mil monedas de oro y luego una anualidad a Fiorenza Sanudo, refugiada en Eubea, como compensación por la pérdida de Andros. Se le concedió ocho meses para recaudar los fondos.
Al año siguiente, Giovanni II y su hermano Nicolás solicitaron permiso al Senado de Venecia para firmar un tratado de paz con el sultán otomano Murad II. El ducado necesitaba, dijeron, un período de paz garantizada para reanudar las actividades comerciales y, por lo tanto, sobrevivir económicamente. El senado dio su acuerdo con la condición de que los otomanos no pudieran abastecer sus barcos en los puertos del ducado. Esta solicitud probó que el ducado que se había creado fuera del poder veneciano en la época de Marco I Sanudo estaba cada vez más vinculado, incluso dependiente, de la república. En efecto, el trato hecho con los otomanos rompió las promesas hechas en Venecia. El ducado ayudó a la flota otomana y, como se quejó Venecia en 1430, ya ni siquiera advertía a las potencias cristianas de los movimientos de la flota otomana. Una carta de la república amenazaba a Giovanni II con represalias si continuaba recibiendo, abasteciendo e informando a las galeras turcas y no reflejaba las luces de advertencia que advirtieran de la llegada de la flota enemiga.
La salud de Giacomo II se deterioró al final de su vida y gobernó cada vez menos. Su hijo Giacomo II Crispo le sucedió en 1437.